# سمینول مانور (فلوریدا)
سمینول مانور (به انگلیسی: Seminole Manor) یک منطقهٔ مسکونی در ایالات متحده آمریکا است که در شهرستان پام بیچ، فلوریدا واقع شده‌است. سمینول مانور ۱٫۱ کیلومتر مربع مساحت و ۲٬۵۴۶ نفر جمعیت دارد و ۴ متر بالاتر از سطح دریا واقع شده‌است.